# Ananke
Az Ananke a Jupiter egyik holdja. A hold keringése retrográd irányú, tehát a Jupiter forgásával ellenkező irányban kering. A holdat Seth B. Nicholson fedezte fel 1951-ben. Átmérője 30 km, tömege 3,82 x 1016 kg, átlagsűrűsége 2,7 g/cm³. Pályája ellipszis, melynek excentricitása 0,17, az egyenlítő síkjával 147°-os szöget zár be. A Jupitertől 21 200 000 km távolságban található, keringési ideje 631 nap. Látszólagos fényessége oppozícióban 18,9 m.